# 키너 맥클로

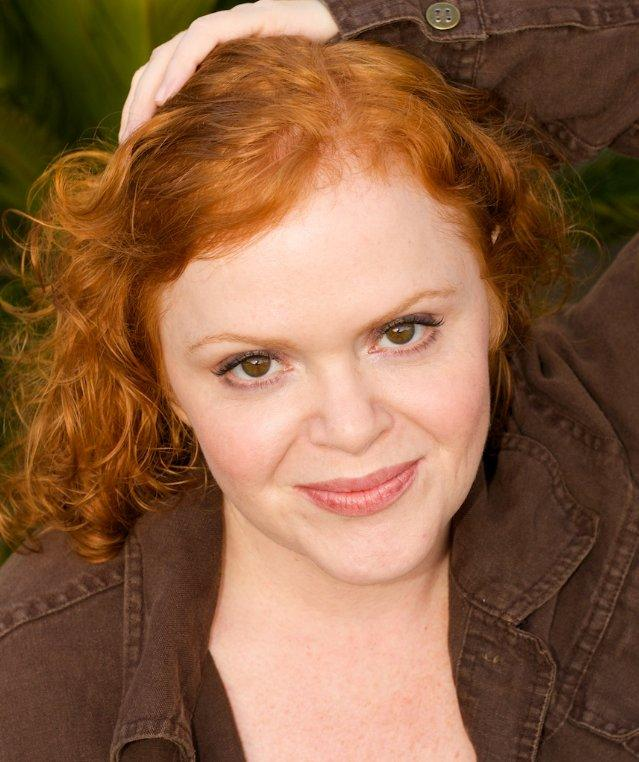

키너 맥클로(Kinna McInroe, 1973년 4월 30일 ~ )는 미국의 배우, 텔레비전 배우, 영화배우이다.

## 영화
- 햄릿 고스트 (2015년)
- 와이 엠 아이 소 팻? (2015년)
- 플래티넘 댄스 무비 (2014년)
- 엘스웨어 (2009년)
- 컵케이크 (2008년)
- 그릴드 (2006년)
- 못말리는 섹스 아카데미 2 (2006년)
- 뛰는 백수, 나는 건달 (1999년)